# Exakta 66

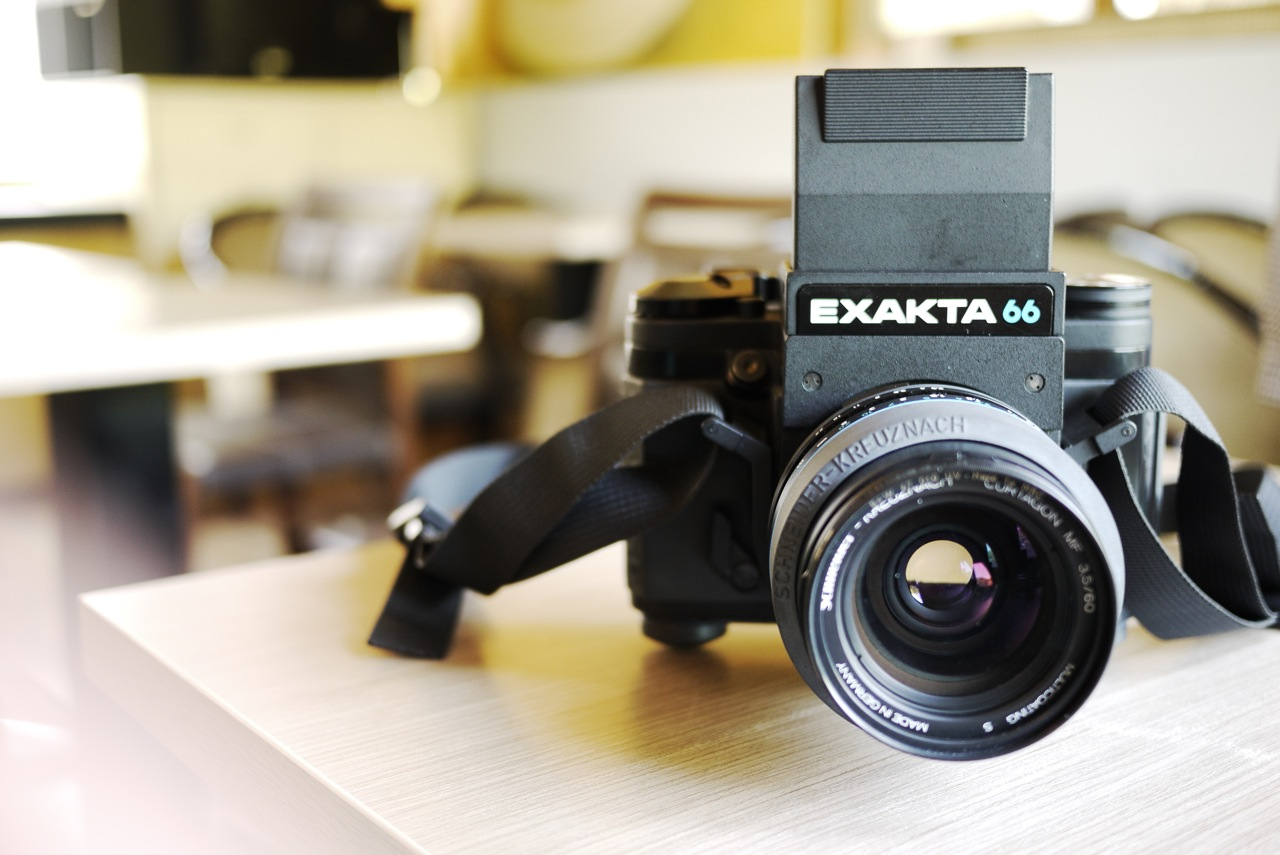
Eine Exakta-66-Kamera

Die Exakta 66 ist eine Mittelformat-Spiegelreflexkamera der Exakta GmbH in Nürnberg. Sie wurde in drei Modellen von 1984 bis 2000 gebaut. Die Exakta 66 basiert technisch und optisch auf der Pentacon Six des Kombinat VEB Pentacon in Dresden. Sie hat ein für Kleinbild-Spiegelreflexkameras typisches Gehäuse ohne Wechselmagazine und ein – ab dem Modell 2 erweitertes – Pentacon-Six-Bajonett (P6-Bajonett).

## Drei ungleiche Kameras als Exakta 66
Es gab drei völlig verschiedene Kameras mit diesem Namen. Alle drei wurden aus unterschiedlichen Gründen nur in kleinen Stückzahlen verkauft. Das noch 1939 vorgestellte Modell war eine vergrößerte Form der Varex, in einem attraktiven, modernen Gehäuse, so wie es die Dresdner Varex bis zu ihrem Ende nicht hatte. Dessen Herstellwerkzeuge wurden im Angriff auf Dresden 1945 zerstört und nicht wieder rekonstruiert. 1948 wurde stattdessen ein altmodisch wirkender Entwurf, der eher an die frühen 30er erinnerte, mit vertikalem Filmtransport herausgebracht. Auf dem vorgesehenen US-Markt als Devisenbringer fand dieser bis zur Einstellung 1954 nur schleppenden Absatz, auch wegen zahlreicher Defekte. Erst das letzte Modell in der Form einer nachträglich verschönerten Pentacon 6 konnte, in der Marktnische des Mittelformats, neben der Hasselblad einige Bedeutung erlangen. Geringe Stückzahlen dieser Konzeption hatte auf dem professionellen Sektor allerdings schon die japanische Rittreck 66, später Norita 66 erfahren, die als 6x6-Kamera sogar ein f/2,0-Objektiv hatte.
Den Rechtsstreit um den Markennamen Exakta hatte der westdeutsche Nachfolgebetrieb der Dresdner Ihagee, die Ihagee AG, gewonnen. Der Name Exakta verschwand daher von den ostdeutschen Ihagee-Produkten, die in den westlichen Wirtschaftsraum exportiert wurden. Während die ostdeutsche Ihagee erst in Pentacon und weiter im Carl-Zeiss-Kombinat aufging, war die westdeutsche Ihagee AG wenig erfolgreich, Kameras unter dem Namen Exakta zu verkaufen. Die Ihagee AG meldete 1976 Konkurs an. Nach einem Zwischenspiel mit japanischen Firmen ging der Markenname 1982 an die Nürnberger Firma Miranda Foto-Video. Miranda gehörte dem Fotounternehmer Heinrich Manderman, der bereits seit den 1960er-Jahren DDR-Produkte in den Westen importierte ("Beroflex").
In diesem Zusammenhang wurde von Manderman die Exakta GmbH in Nürnberg gegründet, die 1984 die erste Exakta 66 herausbrachte. Gerüchteweise war eine Pentacon Six eine der ersten Kameras von Heinrich Manderman gewesen. Der Vertrieb lief über Beroflex, die Objektive kamen von Schneider Kreuznach – einer Traditionsfirma, die Manderman Anfang der 1980er-Jahre gerade aus einem Konkurs heraus erworben hatte.

## Modelle
Das Modell 1 der Exakta wurde 1984 vorgestellt. Die Bauform (der "Rahmen") der Exakta 66 war
von der Dresdner Pentacon Six übernommen. Das Gehäuse wurde aber verbessert. Das Modell 1 hatte einen unveränderten P6-Bajonett-Anschluss.
Bereits 1986 wurde das Modell 2 herausgebracht. Hier konnten die Blendenwerte vom Objektiv zum Prisma übertragen werden. Diese Funktionserweiterung erforderte jedoch auch eine Erweiterung des P6-Bajonetts. Darüber hinaus fand eine Reihe weiterer Verbesserungen statt. So wurde im Sucherschacht eine moderne Fresnellinse einschließlich Gitternetz, Messkeil und Mikroprismenring eingesetzt.
1997 erschien das Modell 3. Über einen Drahtauslöser konnte eine Spiegelvorauslösung aktiviert werden. Das Modell 3 wurde nach 1990 bei Pentacon in Laubegast, dann in Seidnitz von der Pentacon-Nachfolgefirma Schneider Feinwerktechnik GmbH gefertigt. Die letzte Exakta 66 wurde Ende 2000 produziert. Die Produktion bestand aus einem Mann, der die Pentacon-6-Teile zu verwerten hatte.

## Objektive
An das unveränderte P6-Bajonett des Modells 1 passen die gleichen Objektive wie beispielsweise an die Praktisix, die Pentacon Six oder die Kiev 60. Ausgeliefert wurden das Modell 1 wie auch die Nachfolgemodelle mit hochwertigen Objektiven der Schneider-Werke, Kreuznach.
Ab dem Modell 2 war eine Blendenwertübertragung vorgesehen. Diese Funktion ist jedoch nur mit den speziell für die Exakta 66 gebauten Schneider-Objektiven mit technisch erweitertem P6-Bajonett nutzbar. Rein mechanisch können aber weiterhin alle P6-Bajonett-Objektive eingesetzt werden.
Folgende Schneider-Objektive wurde für die Exakta 66 gebaut:
- Curtagon MF 4,0/40 mm
- Curtagon MF 3,5/60 mm
- Xenotar MF 2,8/80 mm
- Tele-Xenar MF 4,0/150 mm
- Tele-Xenar MF 5,6/250 mm
- Variogon MF 4,5/75–150 mm
- Variogon MF 5,6/140–280 mm
- PCS Super-Angulon MF 4,5/55 mm

Die Variogone und das PCS-Super-Angulon fanden auch bei der Rollei 6000-Serie Verwendung.

## Zubehör
Als Zubehör gab es zwei Wechselsucher (Lichtschacht und TTL-Prismensucher), mehrere Mattscheiben (Fresnel mit Schnittbildindikator und Mikroprismenring, Mikroprismen, Feinmattierung), ein automatisches Balgengerät, spezielle Balgenobjektive, Makroringe und eine Sucherlupe.